# 1772
1772 (MDCCLXXII) a fost un an bisect al calendarului gregorian, care a început într-o zi de marți.

## Arte, știință, literatură și filozofie
- Johann Elert Bode publică legea care îi va purta numele (legea Titius-Bode⁠(d)), privind poziționarea planetelor și care ulterior se va dovedi falsă (după descoperirea lui Neptun).
- Antoine Lavoisier studiază combustia și observă că masa sulfului și a fosforului crește în urma arderii, care mai târziu se va dovedi că se datorează combinării cu oxigenul.[1]

## Nașteri
- 3 februarie: Pierre Claude Pajol, general francez (d. 1844)
- 7 aprilie: Charles Fourier, filosof utopist și economist francez (d. 1837)
- 15 august: Johann Nepomuk Maelzel, inventator german (d. 1838)
- 24 august: William I (Willem Frederik Prins van Oranje-Nassau), rege al Olandei (d. 1843)

## Decese
- 29 martie: Emanuel Swedenborg  (n. 1688)
- 16 octombrie: Ahmad Șah Durrani  (n. 1722)
- 8 februarie: Prințesa Augusta de Saxa-Gotha  (n. 1719)
- 28 aprilie: Johann Friedrich Struensee  (n. 1737)
- 17 decembrie: Ernst Johann von Biron  (n. 1690)
- 14 ianuarie: Prințesa Mary a Marii Britanii  (n. 1723)
- 18 iunie: Gerard van Swieten  (n. 1700)
- 22 martie: John Canton fizician britanic (n. 1718)
- 10 martie: Frederic al III-lea, Duce de Saxa-Gotha-Altenburg duce de Saxa-Gotha-Altenburg (n. 1699)
- 4 octombrie: Augustin Ehrensvärd  (n. 1710)
- 31 august: Marie-Suzanne Giroust  (n. 1734)
- 8 iunie: Gowin Knight fizician britanic (n. 1713)
- 2 mai: Atanasie Rednic  (n. 1722)